# Jorge Manicera
Jorge Manicera (né le 4 novembre 1938 à Montevideo et mort le 18 septembre 2012 dans sa ville natale), est un footballeur international uruguayen.

## Distinctions
- Club Nacional
  - Championnat d'Uruguay de football
    - Vainqueur : 1963 et 1966
- Équipe d'Uruguay de football : 21 sélections dont 4 lors de la Coupe du monde de 1966